# Вайнберг, Шмуэл
Шмуэл Вайнберг (идиш שמואל װײַנבערג‎, пол. Szmuel Weinberg (Samuel Wajnberg), при рождении — Шмил Вайнберг, или Самуил Моисеевич Вайнберг; 12 декабря 1882, Кишинёв, Бессарабская губерния — 1943, концентрационный лагерь Травники или гетто в Лунинце) — российский и польский дирижёр и композитор еврейского театра на идише.

## Биография
Шмил (Самуил Моисеевич) Вайнберг родился в Кишинёве в многодетной и религиозной еврейской семье, его отец — Мойше (Моисей) Вайнберг — был бухгалтером. В семилетнем возрасте самостоятельно научился играть на скрипке, но формального музыкального образования не получил. Рано начал работать — сначала в галентерейной лавке, затем в типографии. В юношеском возрасте увлёкся зарождавшимся театром на идише и в 1899 году был принят актёром в гастролировавшую по Бессарабии труппу Сабсая, в которой также исполнял обязанности скрипача, дирижёра, хормейстера, реквизитора и суфлёра. В последующие годы был дирижёром и концертмейстером трупп Фельдмана, вновь Сабсая, Мееровича и Компанейца, с которыми гастролировал по западным губерниям Российской империи. В Вильне, будучи дирижёром труппы Липовского, написал музыку к спектаклю «Лебедик ун лустик» (Живо и весело) режиссёра и драматурга Иехуды-Лейба Баумволя (1892—1920), отца поэтессы Рахили Баумволь. После успеха этой постановки на протяжении двух лет работал композитором-постановщиком и дирижёром в виленской труппе Гефнера и приобрёл достаточно широкую известность.
Летом 1914 года Шмил Вайнберг получил приглашение в труппу Зандберга в Лодзи, а в 1916 году поступил на работу в варшавские театры «Централь» и «Элизеум» Абрама Каминского. С начала 1920-х годов был музыкальным директором, скрипачом и дирижёром варшавского еврейского театра «Скала», для которого написал музыку к постановкам «Йошке-музыкант» Осипа Дымова, «Ди мамэ гейт» (Мама идёт), «Редактор Качке» Якова Хохштейна и другим. В этом театре началась музыкальная карьера его сына — композитора Моисея Вайнберга (тогда известного как Мойше Вайнберг), который с десятилетнего возраста выступал пианистом в сопровождающем постановки оркестре, а несколькими годами позже сам стал директором нескольких постановок театра.
В 1930-е годы Шмуэл Вайнберг работал в варшавском театре «Самбатион» Исаака Ножика, написал музыку к пяти театральным ревю, а также к пьесе «Златэ ди рэбэцн» (Злата-раввинша) И. Ножика. В качестве скрипача и дирижёра осуществил несколько граммофонных записей для польской звукозаписывающей фирмы Syrena, в том числе в сопровождении известного кантора Якова Кусевицкого. Вместе с сыном участвовал в музыкальном сопровождении кинофильма «Fredek uszczęśliwia świat» (1936, автор музыки и музыкальный руководитель оркестра).
После оккупации Польши немецкими войсками Шмуэл Вайнберг бежал в Пинск; его жена и дочь Эстер (1922—1943) были интернированы в гетто Лодзи, откуда депортированы в концентрационный лагерь Травники, где погибли. Их сыну, композитору Моисею (Мечиславу) Вайнбергу, удалось бежать в зону советской оккупации, из западной Белоруссии — в Ташкент, где он женился на дочери народного артиста СССР Соломона Михоэлса.

## Семья
- Жена — Соня (Сара) Вайнберг (1888—1943), была актрисой еврейских театров Лодзи и Варшавы, гастролировала вместе с мужем[10][11].
- Сын — композитор Моисей Самуилович Вайнберг. В сохранившихся в «Архиве актов гражданского состояния» Варшавы документах родителями Моисея Вайнберга указаны Самуил Вайнберг и Сура-Двойра Штерн (в документах 1982 года сам композитор указал девичью фамилию матери: Котлицкая)[12][13].
- Племянник (сын его старшей сестры Хаи Моисеевны Вайнберг) — беспартийный делопроизводитель Военно-революционного комитета Бакинской коммуны Исай Абрамович (Ицхок Аврумович) Мишне (1896—1918) — был расстрелян в 1918 году в составе 26 бакинских комиссаров[14][15][16]. Племянница Софья Абрамовна Мишне (1899, Кишинёв — 1944, Москва) была замужем за скульптором В. И. Ингалом.

## Публикации
- דער לוסטיקער פֿױגל (счастливая птичка). Из оперетты И. А. Бермана «Борг мир дайн вайб» (одолжи мне свою жену), аранжировка Шмуэла Вайнберга. Либретто Аншела Шора. Вильна, 1913[17].